# Troinex
Troinex – gmina (fr. commune; niem. Gemeinde) w Szwajcarii, w kantonie Genewa.

## Demografia
W Troinex mieszka 2 551 osób. W 2020 roku 22% populacji gminy stanowiły osoby urodzone poza Szwajcarią.